# Canale 21
Canale 21 è un'emittente televisiva italiana lanciata da Pietrangelo Gregorio il 15 agosto 1976.
La sede dell'emittente era inizialmente situata ad Ercolano, successivamente spostata a Napoli in via Posillipo 222 per giungere infine negli anni ottanta alla sede attuale, in via Antiniana, in località Pisciarelli, nel comune di Pozzuoli, a breve distanza dal confine con Napoli (Agnano), in cui la strada assume la denominazione di via Eduardo Scarfoglio.
A partire dal 2012 l'emittente napoletana ha una sede anche a Roma in via Sommacampagna, 29.

## Storia
Dopo il fallimento di Telediffusione Italiana Telenapoli, nelle intenzioni di creare una struttura alternativa a quella statale, e dedicata integralmente a Napoli e alla Campania, avvalendosi della trasmissione via etere, il canale venne fondata da Gregorio. Il nome dell'emittente al momento della nascita fu Napoli Canale 21 e derivava dal primo canale UHF (il 21, appunto) impiegato per le sue trasmissioni, oltre che a riferirsi all'articolo della Costituzione sulla libertà di manifestazione del pensiero. Dopo un primo periodo di assestamento, Canale 21 divenne un punto di riferimento nel variegato e sempre più affollato panorama delle emittenti libere partenopee, proponendo trasmissioni sempre all'avanguardia, sia nel campo dell'intrattenimento — si ricordano ad esempio C'era una volta il festival, ideato e condotto da Egisto Sarnelli, Stasera Napoli…, programma di Mario Trevi, C21 CLUB ideato e condotto dal Gruppo del Parlone — che in quello dell'informazione. Fu anche la prima tv privata napoletana a trasmettere, nelle ore notturne, anche alcuni "strip-tease", il più delle volte con modelle non professioniste, cosa molto apprezzata dal pubblico dell'epoca. Altre trasmissioni note dei primi anni erano "Linea diretta", condotta dal fondatore Pietrangelo Gregorio con telefonate da parte dei telespettatori, ed "Il Tormentone" di Angelo Manna.
Inoltre negli anni '80, facendo parte della syndication EuroTV, la rete trasmetteva nella fascia mattutina molte serie animate di successo tra cui Daitarn III, Vultus 5, L'invincibile robot Trider G7, Danguard, Gordian, Hurricane Polymar, Carletto il principe dei mostri, Daltanious, Fantaman, Grand Prix e il campionissimo, Tom Story, Judo Boy, Superkid eroe bambino e molti altri. Fino al 22 dicembre 1996 andava in onda il contenitore Only Cartoons per poi essere trasmesso, senza contenitore dal 7 agosto 2023 al 2024.
Dal 16 settembre 1990 va in onda Campania Sport, lo show di successo e di campione di ascolti, in cui si svolgono eventi basati sulle partite del Napoli giunta alla sua 36ª edizione, dal 23 agosto 2025 in occasione dei 35 anni dello stesso show andrà in onda con uno nuovo studio.
Attualmente, il telegiornale VG21 News, diretto da Gianni Ambrosino, va in onda tutti i giorni con 3 edizioni (14:00, 19:30 circa, 23:00) e per il VG21 Mattina (06:15).
Dal 2005 al 2010 l'emittente ha aggiunto alle redazioni esterne di Salerno e Roma, anche la redazione giornalistica di Ischia-Procida dalla quale venivano frequentemente realizzati servizi giornalistici e collegamenti in diretta per il telegiornale della sede di Napoli (VG21 News), e la domenica con la trasmissione sportiva Campania Sport. Inoltre, la redazione isolana forniva le proprie immagini anche ad altri network, come Rai e Mediaset, nel caso di avvenimenti di rilevanza nazionale che avvenivano su Ischia e Procida.
Nel novembre 2014 il VG21 subisce un restyling rinnovando sigla, logo, grafica e studio, mentre dallo stesso giorno Canale 21 cambia logo e la scritta Napoli viene definitivamente tolta, insieme agli bumper pubblicitari, promo, grafiche e jingle.
Ogni Capodanno vengono trasmesse il Te Deum in onda dalla Santa Messa e il Concerto di Capodanno in onda dal Teatro delle Palme.
Il 12 settembre 2021 lo show Il bello del Calcio lascia dopo 10 anni per approdare sugli schermi di Canale 8. Attualmente lo show va in onda su Televomero.
Il 20 giugno 2022 il canale si sposta alla LCN 10 e passa in HD, mentre Canale 21 Extra nel Lazio il 6 giugno si sposta sulla LCN 75, mentre dal 18 agosto passa alla LCN 19.
A gennaio 2023, il sito web di Canale 21 viene rinnovato.
Il 12 giugno 2023, i bumper pubblicitari (inclusi i minispot) vengono leggermente rinnovati.
Il 4 settembre 2023, la sigla, la grafica e il logo del VG21 News (insieme a VG21 Mattina e VG21 Sport) vengono rinnovati, mentre lo studio rimane invariato, mentre il 30 settembre 2024 la sigla viene leggermente rinnovata con grafica modificata, dallo stesso mese torna dopo 30 anni Ritmi Urbani e il 24 novembre il sito web viene ancora aggiornato, con il 9 dicembre dello stesso anno quando il logo viene leggermente animato solo per il periodo natalizio fino al 6 gennaio 2025.

## Palinsesto

### Attuali
- VG21 News
- VG21 Mattina
- Nisciun nasce 'mparato

- Peppy Night[2]
- KAOS
- Casa Pappagallo
- Viene con 'nnuje Street Street

### Passati
- Appuntamento al cinema[3]
- Napoli Parole e Musica - La striscia
- Napoli Parole e Musica Story
- Vive Addu Nuje
- Nonno Bastardo[4]
- Insieme Show
- Ritmi Urbani[5]
- SNAP - Senza nulla a pretendere

### Attuali
- Campania Sport[6]
- Tutti in Ritiro[7]
- Il treno dei Goal
- Champions 21

### Passati
- Tutto il calcio patuto per patuto
- Goal di Notte
- Il Bello del Calcio (attualmente su Televomero, inizialmente spostato su Canale 8)
- Giochiamo d'Anticipo (ora attualmente su Televomero)
- Il Diario di Dimaro
- A Occhi Aperti
- Citofonare Poli
- Attenzione. I Problemi della Campania e di chi vi abita
- Oblò - Punti di vista
- Palla a Centro
- SuperSport 21
- La Partita del Napoli[8]
- Tutti in Europa
- Napoli Campione[9]

### Attuali
- Eve (dal 2024)[10]
- Malibu Country (dal 2025)[10]

### Passati
- MumbleBumble
- Punky Brewster (2024)
- Kevin Can Wait (2024, st. 1 ep. 10-24)
- The Deputy (in precedenza Deputati insieme, 2024)

### Programmi musicali
- Concerto di Capodanno in onda dal Teatro delle Palme
- Concerto di Capodanno in onda da Vienna
- Le Voci di Napoli

## Conduttori
- Brunella Chiozzini
- Mirta Presta
- Cinzia Ugatti
- Barbara Mustilli
- Nello Mazzone
- Enzo Niola
- Davide Uccella
- Marco Martone
- Umberto Chiariello
- Titti Improta
- Peppe Iannicelli
- Margherita Salemme
- Antonio Salamandra
- Shaila Gatta

### Passati
- Benedetta Piscitelli
- Mario Savino
- Max Poli
- Samuele Ciambriello
- Rossella Fusco
- Claudia Mercurio
- Mattia Iovane
- Maurizio Costanzo

## Orari delle trasmissioni
Fino al 14 aprile 2013 Canale 21 interrompeva le trasmissioni il sabato notte del mese con una pausa notturna dalle 2:00 alle 6:30 circa e la domenica notte dall'1:00 circa alle 6:00, spazio di tempo in cui veniva utilizzato sia la sigla di fine trasmissioni che un monoscopio di tipo Philips PM5544. In alcuni casi veniva dato anche il Monoscopio prima della sigla di fine trasmissioni quando Canale 21 interrompeva le sue trasmissioni. Dal 3 ottobre 1983 all'8 giugno 1997 dall'1:30 alle 6:00 circa viene usato il cartello di Fine trasmissioni e dal 9 giugno 1997 al 6 novembre 2011 dall'1:00 alle 7:00 circa Canale 21 interrompeva le trasmissioni anche ogni giorno al mese. Queste prove tecniche non vengono più effettuate dal 21 aprile 2013.
Dal 7 febbraio 2022 dalle 2:15 circa alle 6:00 dal martedì alla domenica viene trasmesso un cartello con il logo di Canale 21 in alto che recita "Ci scusiamo per l'interruzione, le trasmissioni riprenderanno il più presto possibile".
Dal 12 maggio 2022 al 18 marzo 2023 l'ora di fine delle trasmissioni viene spostata alle 3:00 e quella dell'inizio delle trasmissioni alle 5:30, orario in cui la replica del VG21 delle 23 viene attualmente viene trasmesso solo dopo l'inizio delle trasmissioni. Dal 19 marzo 2023 queste prove non vengono più effettuate e poi sostituite da repliche di film o show trasmessi da Canale 21.

## Canali televisivi (For Tv)
| LCN | Canale          | Note          |
| --- | --------------- | ------------- |
| 75  | TVA             | FTA (HEVC HD) |
| 79  | CalcioNapoli 24 | FTA (HDTV)    |
| 80  | Nuvola TV       | FTA (HDTV)    |
| 81  | TELEISCHIA      | FTA           |
| 82  | LIFE ZONE       | FTA           |
| 84  | RADIO CRC TV    | FTA (HDTV)    |
| 88  | Eduardo         | FTA           |
| 95  | Canale 95 event | FTA           |
| 99  | Campi Flegrei   | FTA           |